# Diecezja Campo Maior
Diecezja Campo Maior (łac. Diœcesis Campi Maioris) – diecezja rzymskokatolicka w Brazylii, sufragania metropolii Teresina. Erygowana w 12 czerwca 1975 roku, od 1987 w obecnym kształcie terytorialnym.

## Główne świątynie
- Katedra: Katedra św. Antoniego w Campo Maior

## Biskupi diecezjalni
- Bp Abel Alonso Núñez O. de M. (1976 – 2000)
- Bp Edward Zielski (2000 – 2016)
- bp Francisco de Assis Gabriel dos Santos CSsR (2017 – 2025)